# Тернопольская областная государственная администрация
Тернопольская областная государственная администрация — местный орган исполнительной власти в Тернопольской области, который действует на основе Закона Украины «О местных государственных администрациях» и Типового регламента и руководствуется Конституцией Украины, Законами Украины, Указами Президента Украины, распоряжениями КМ Украины, распоряжениями и поручениями председателя ОГА.

## Функции
Является юридическим лицом, имеет печать с изображением Государственного Герба Украины и своим наименованием, счета в банках Украины. На доме, где размещены структурные подразделения ОГА, поднят Государственный Флаг Украины.
ОГА в пределах соответствующей административной единицы обеспечивает:
- исполнение Конституции, Законов Украины, актов Президента Украины, КМ Украины и других органов исполнительной власти высшего уровня;
- законность и правопорядок, соблюдение прав и свобод граждан;
- выполнение государственных и региональных программ социально-культурного развития, охраны окружающей среды;
- подготовку и исполнение соответствующих бюджетов и программ;
- взаимодействие с органами местного самоуправления;
- реализацию других предоставленных государством, а также делегированных соответствующим советом полномочий.

Распоряжение председателя ОГА, принятые в пределах его компетенции, обязательны для исполнения на соответствующей территории для всех органов государственной власти, предприятий, учреждений и организаций, должностных лиц и граждан.
Аппарат ОГА осуществляет правовое, информационно-аналитическое, методическое, кадровое, материально-техническое и организационное обеспечение деятельности ОГА, систематическую проверку выполнения актов законодательства и распоряжений председателя.
В ОГА действуют структурные подразделения по основным направлениям работы. Финансовое и материально-техническое обеспечение — в пределах средств, предусмотренных в Государственном бюджете Украины. Регламент, численность работников, структуру и штатное расписание утверждает председатель. ОГА действует на принципах:
- ответственности перед человеком и государством за свою работу,
- верховенством права,
- законности,
- приоритетности прав человека,
- гласности,
- сочетания государственных и местных интересов.

## Руководство
| Фото | Имя                                                           | Годы жизни | Начало срока     | Конец срока      | Примечания                                                                      |
| ---- | ------------------------------------------------------------- | ---------- | ---------------- | ---------------- | ------------------------------------------------------------------------------- |
|      | Роман Теодорович Громяк Роман Теодорович Гром'як              | 1937—2014  | 23 марта 1992    | 15 января 1994   | Представитель Президента Украины в Тернопольской области                        |
|      | Борис Григорьевич Косенко Борис Григорович Косенко            | 1936—2003  | 15 февраля 1994  | 6 сентября 1996  | до 11 июля 1995 года — Представитель Президента Украины в Тернопольской области |
|      | Богдан Фёдорович Бойко Богдан Федорович Бойко                 | р. 1954    | 7 сентября 1996  | 20 июня 1998     |                                                                                 |
|      | Василий Григорьевич Вовк Василь Григорович Вовк               | 1948—2001  | 20 июня 1998     | 13 сентября 1999 |                                                                                 |
|      | Василий Степанович Коломийчук Василь Степанович Коломийчук    | р. 1951    | 13 сентября 1999 | 26 июня 2002     |                                                                                 |
|      | Иван Иванович Курницкий Іван Іванович Курницький              | р. 1954    | 26 июня 2002     | 15 июля 2004     |                                                                                 |
|      | Михаил Михайлович Цымбалюк Михайло Михайлович Цимбалюк        | р. 1964    | 15 июля 2004     | 19 января 2005   |                                                                                 |
|      | Иван Михайлович Стойко Іван Михайлович Стойко                 | р. 1961    | 4 февраля 2005   | 22 октября 2007  |                                                                                 |
|      | Юрий Васильевич Чижмарь Юрій Васильович Чижмарь               | р. 1974    | 22 октября 2007  | 6 апреля 2010    |                                                                                 |
|      | Ярослав Михайлович Сухой Ярослав Михайлович Сухий             | р. 1951    | 6 апреля 2010    | 16 июня 2010     |                                                                                 |
|      | Михаил Михайлович Цымбалюк Михайло Михайлович Цимбалюк        | р. 1964    | 16 июня 2010     | 21 декабря 2010  |                                                                                 |
|      | Валентин Антонович Хоптян                                     | р. 1955    | 21 декабря 2010  | 2 марта 2014     |                                                                                 |
|      | Олег Мирославович Сиротюк                                     | р. 1978    | 2 марта 2014     | 18 ноября 2014   |                                                                                 |
|      | Иван Богданович Крысак Іван Богданович Крысак                 | р. 1959    | 18 ноября 2014   | 2 апреля 2015    | и. о.                                                                           |
|      | Степан Степанович Барна                                       | р. 1979    | 2 апреля 2015    | 6 апреля 2019    |                                                                                 |
|      | Иван Богданович Крысак Іван Богданович Крысак                 | р. 1959    | 11 июня 2019     | 31 октября 2019  | и. о.                                                                           |
|      | Игорь Михайлович Сопель Ігор Михайлович Сопель                | р. 1974    | 31 октября 2019  | 18 марта 2020    |                                                                                 |
|      | Владимир Любомирович Труш Володимир Любомирович Труш          | р. 1980    | 19 марта 2020    | 28 декабря 2023  |                                                                                 |
|      | Владимир Михайлович Важинский Володимир Михайлович Важинський |            | 28 декабря 2023  | 24 августа 2024  | и. о.                                                                           |
|      | Вячеслав Андронович Негода В'ячеслав Андронович Негода        | р. 1957    | 24 августа 2024  |                  |                                                                                 |

- Председатель — Негода Вячеслав Андронович.
- Заместитель председателя — Устенко Виктор Владимирович.
- Руководитель аппарата облгосадминистрации — Беспоповцева Светлана Теодозиевна.

## Деятельность
21 мая 2015 года до Дня вышиванки 350 работников Тернопольской областной государственной администрации и Тернопольского областного совета установили своеобразный рекорд — наибольшее количество государственных служащих в вышиванках на одном фото и массовое исполнение песни Александра Билаша и Дмитрия Павлычко «Два цвета».

## Ссылка
- Тернопольская областная государственная администрация